# Sven Medvešek
Sven Medvešek (Zagabria, 4 aprile 1965) è un attore e doppiatore croato.

## Vita privata
È il fratello minore di Rene Medvešek e zio di Fabijan Pavao Medvešek, entrambi attori. 
Sven è poliglotta: la sua lingua madre è il croato, ma parla anche inglese, tedesco, francese, tedesco e italiano.

## Filmografia
- Oficir s ružom - regia di Dejan Šorak (1987)
- Rosencrantz e Guildenstern sono morti  (Rosencrantz & Guildenstern Are Dead)  - regia di Tom Stoppard (1990)
- Sedma kronika - regia di Bruno Gamulin (1996)
- Mondo Bobo - regia di Goran Rušinović (1997)
- Polagana predaja - regia di Bruno Gamulin (2001)
- Prezimiti u Riju - regia di Davor Žmegač (2002)
- Potonulo groblje - regia di Mladen Juran (2002)
- Infekcija - regia di Krsto Papić (2003)
- Libertas - regia di Veljko Bulajić (2006)
- Kradljivac uspomena - regia di Vicko Ruić (2007)
- The Show Must Go On- regia di Nevio Marasović (2010)
- Venuto al mondo - regia di Sergio Castellitto (2012)

## Doppiaggio
- Jacques in Alla ricerca di Nemo
- Gatto con gli stivali in Shrek 2, Shrek terzo
- Ramses in Il principe d'Egitto
- Mewtwo in Pokémon

## Doppiatori italiani
Nelle versioni in italiano delle opere in cui ha recitato,Sven Medvešek è stato doppiato da:
- Christian Iansante in Venuto al mondo